# Plinthanthesis rodwayi
Plinthanthesis rodwayi är en gräsart som först beskrevs av Charles Edward Hubbard, och fick sitt nu gällande namn av Stanley Thatcher Blake. Plinthanthesis rodwayi ingår i släktet Plinthanthesis och familjen gräs. Inga underarter finns listade i Catalogue of Life.